# Nakhon Si Thammarat Stadium
Das Nakhon Si Thammarat Stadium (thailändisch สนามกีฬากลางจังหวัดนครศรีธรรมราช) ist ein Fußballstadion mit Leichtathletikanlage in der thailändischen Stadt Nakhon Si Thammarat, Hauptstadt der gleichnamigen Provinz, im Süden des Landes. Es ist die Heimspielstätte des Fußballvereins Nakhon Si United FC. Die am 23. August 1973 eingeweihte Anlage bietet 5000 Besuchern Sitzplätze und verfügt über Flutlicht. Eigentümer und Betreiber der Sportanlage ist die Provinzverwaltung von Nakhon Si Thammarat.